# バルログ賞
バルログ賞は前年のスペキュレイティブ・フィクションのすぐれた作品や業績に対して、1979年から1985年の間毎年与えられていた賞。
賞の名前はJ・R・R・トールキンの「中つ国」伝説大系(レジェンダリウム)に登場する架空の生物、「バルログ」に由来する。事の起こりは『ファンタジークロスワード』誌15号における編集者のジョナサン・ベーコンの提案であり、1979年のエイプリル・フールにカンザスのジョナサン郡コミュニティカレッジで開催されたフールIIコンというコンベンションにおいて第一回の授与式が開かれた 。バルログ賞が真剣に受け取られる事は全くなく、しばしば皮肉を込めて「羨望のバルログ賞」と呼ばれていた。

## 受賞者及び受賞作品

### 1979年
- 最優秀小説部門:『沈黙の声（英語版）』、トム・リーミイ
- 最優秀短編部門: "Death from Exposure", パット・キャディガン（英語版）
- 最優秀短編集及びアンソロジー部門: Born to Exile, フィリス・エイゼンシュテイン（英語版）
- 最優秀詩人部門: レイ・ブラッドベリ
- 最優秀アーティスト部門: ティム・カーク（英語版）
- 最優秀アマチュア出版物部門: SHAYOL Science Fiction Fantasy
- 最優秀商業出版物部門:『エイジ・オブ・ドリーム（英語版）』、アリシア・オースティン（英語版）
- 最優秀功労者部門(アマチュア):ポール・C・アレン　(ファンジンである『ファンタジー・ニュースレター（英語版）』、及び"Of Swords & Sorcery"[注釈 1]に対して)
- 最優秀功労者部門(プロフェッショナル): J・R・R・トールキン 及び ドナルド・M・グラント（英語版） (同時受賞)
- 審査員特別賞: ジョナサン・ベーコン (『ファンタジークロスワード』誌に対し)
- 審査員特別賞: アンドレ・ノートン (生涯の功労に対し)

### 1980年
- 最優秀小説部門: 『パーンの竜騎士〈6〉竜の太鼓（英語版）』, アン・マキャフリイ
- 最優秀短編部門: 「キャメロット最後の守護者」、 ロジャー・ゼラズニイ
- 最優秀短編集及びアンソロジー部門: Night Shift[注釈 2]、スティーヴン・キング
- 最優秀詩人部門: Ｈ・ワーナー・マン（英語版）
- 最優秀アーティスト部門: マイケル・ウィーラン
- 最優秀アマチュア出版物部門: 『ファンタジー・ニュースレター（英語版）』
- 最優秀商業出版物部門: 『オムニ』
- 最優秀功労者部門(アマチュア): ポール・C・アレン (『ファンタジー・ニュースレター（英語版）』誌及び "Of Swords and Sorcery" に対し)
- 最優秀功労者部門(プロフェッショナル): アン・マキャフリイ
- SF映画殿堂入り:『2001年宇宙の旅』及び『スター・ウォーズ』(同時受賞)
- ファンタジー映画殿堂入り:『ファンタジア』
- 特別賞: イアン・バランタイン（英語版） 及び ベティ・バランタイン（英語版）

### 1981年
- 最優秀小説部門: The Wounded Land, ステファン・ドナルドソン
- 最優秀短編部門: "The Web of the Magi", リチャード・カウパー（英語版）
- 最優秀短編集及びアンソロジー部門: 『終わらざりし物語』、J・R・R・トールキン作・ クリストファ・トールキン編
- 最優秀詩人部門: Ｈ・ワーナー・マン（英語版）
- 最優秀アーティスト部門: フランク・フラゼッタ
- 最優秀アマチュア出版物部門: 『ファンタジー・ニュースレター（英語版）』
- 最優秀商業出版物部門: 『ファンタジイ・アンド・サイエンス・フィクション』
- 最優秀功労者部門(アマチュア): ポール・C・アレン 及び スーザン・アレン (『ファンタジー・ニュースレター（英語版）』に対し)
- 最優秀功労者部門(プロフェッショナル): ジョージ・ルーカス (スターウォーズシリーズなどの貢献に対し)
- SF映画殿堂入り: 『スター・ウォーズ エピソード5/帝国の逆襲』
- ファンタジー映画殿堂入り: 『オズの魔法使』
- 特別賞: ホルヘ・ルイス・ボルヘス
- 特別賞: フリッツ・ライバー

### 1982年
- 最優秀小説部門: Camber the Heretic[注釈 3], キャサリン・カーツ（英語版）
- 最優秀短編部門: "A Thief in Korianth", C・J・チェリイ
- 最優秀短編集及びアンソロジー部門: Shadows of Sanctuary[注釈 4], ロバート・アスプリン編
- 最優秀詩人部門: フレデリック・メイヤー
- 最優秀アーティスト部門: Real Musgrave
- 最優秀アマチュア出版物部門: Eldritch Tales
- 最優秀商業出版物部門: 『オムニ』
- 最優秀功労者部門(アマチュア): ロバート・A・コリンズ (『ファンタジー・ニュースレター（英語版）』誌への援助に対し)
- 最優秀功労者部門(プロフェッショナル): ジョージ・ルーカス 及び スティーブン・スピルバーグ (同時受賞)
- SF映画殿堂入り: 『禁断の惑星』
- ファンタジー映画殿堂入り: 『キングコング』
- 審査員特別賞: レオとダイアン・ディロン

### 1983年
- 最優秀小説部門: The One Tree, ステファン・ドナルドソン
- 最優秀短編部門: "All of Us Are Dying"[注釈 5], ジョージ・クレイトン・ジョンソン（英語版）
- 最優秀短編集及びアンソロジー部門: Storm Season[注釈 6], ロバート・アスプリン編
- 最優秀詩人部門: フレデリック・J・メイヤー
- 最優秀アーティスト部門: ティム・ヒルデブラント（英語版）
- 最優秀アマチュア出版物部門: SHAYOL Science Fiction Fantasy
- 最優秀商業出版物部門: 『ファンタジイ・アンド・サイエンス・フィクション』
- 最優秀功労者部門(アマチュア): アラン・ベクトールド (SFワークショップに対し)
- 最優秀功労者部門(プロフェッショナル): ベン・ボーヴァ (『オムニ』・『アナログ・サイエンス・フィクション・アンド・ファクト』両誌の編集及び執筆に対し)
- SF映画殿堂入り: 『地球が静止する日』
- ファンタジー映画殿堂入り: 『ダーククリスタル』
- 特別賞: カービー・マッコーリー

### 1984年
- 最優秀小説部門: The Armageddon Rag, ジョージ・R・R・マーティン
- 最優秀短編部門: "Wizard Goes A-Courtin' "[注釈 7], John Morressy
- 最優秀短編集及びアンソロジー部門: 『ユニコーン・ヴァリエーション（英語版）』[注釈 8]、 ロジャー・ゼラズニイ
- 最優秀詩人部門: フレデリック・J・メイヤー
- 最優秀アーティスト部門: Real Musgrave
- 最優秀アマチュア出版物部門: 『ファンタジー・ニュースレター（英語版）』'
- 最優秀商業出版物部門: 『ファンタジイ・アンド・サイエンス・フィクション』
- 最優秀功労者部門(アマチュア): スタン・ガードナー (バルログ賞への援助に対し)
- 最優秀功労者部門(プロフェッショナル): ペンドラゴン・ギャラリー (幻想絵画の振興に対し)
- SF映画殿堂入り: 『ブレードランナー』
- ファンタジー映画殿堂入り: 『バンビ』
- 審査員特別賞: マーサー･メイヤー（英語版） (幻想絵画における児童教育に対し)

### 1985年
- 最優秀小説部門: 『プラクティス・エフェクト（英語版）』、デイヴィッド・ブリン
- 最優秀短編部門: 「トロールとふたつのバラ」(短編集『ホアズブレスの龍追い人（英語版）』に所収)、 パトリシア・A・マキリップ
- 最優秀短編集及びアンソロジー部門: Daughter of Regals and Other Tales, ステファン・ドナルドソン
- 最優秀詩人部門: Ardath Mayhar
- 最優秀アーティスト部門: ウェンディ及びリチャード・ピニ（英語版）
- 最優秀アマチュア出版物部門: Eldritch Tales
- 最優秀商業出版物部門: Masques: All-New Works of Horror and the Supernatural, J・N・ウィリアムソン（英語版）編
- 最優秀功労者部門(アマチュア): デビッド・B・シルバ (『ザ・ホラー・ショウ』誌に対し)
- 最優秀功労者部門(プロフェッショナル): ハップ・ヘンリクセン (アメリカSF/ファンタジー殿堂入り[注釈 9]に対し)
- SF映画殿堂入り: 『スターマン/愛・宇宙はるかに』
- SF映画殿堂入り: 『E.T.』
- ファンタジー映画殿堂入り: 『レイダース/失われたアーク《聖櫃》』
- 特別賞: レスター・デル・レイ